# راجي شاشماز
راجي شاشماز (بالتركية: Raci Şaşmaz)‏ هو كاتب ومنتج والاخ الاصغر للاسطورة التركي محمد نجاتي شاشماز والاخ الأكبر للمخرج زبير شاشماز
بدايته مع المنتج والمخرج عثمان سيناف في مسلسل قلب مجنون 1998 ثم التحفة الفنية وادي الذئاب 2003
اسس شركة بانا فلم عام 2004 التي استكملت إنتاج السلسلة الشهيرة وادي الذئاب إلى ان حصل خلاف بينه وبين اخيه بطل العمل نجاتي شاشماز نهاية عام 2013 اثناء عرض الموسم الثامن من مسلسل وادي الذئاب الكمين مما اضطر إلى الانسحاب من الشركة وترك كتابة وانتاج المسلسل لاخيه.
والمخرج زبير شاشماز ولد سنة (1974)، وهو شريك جونيت ايشان بتأسيس شركة فارق فيلم منتجة مسلسل ردة فعل ومسلسل قلب شجاع.

## أعماله

### المسلسلات
| اسم المسلسل                 | سنوات العرض |
| --------------------------- | ----------- |
| قلب مجنون                   | 1998-2002   |
| قارب الخبز                  | 2002-2005   |
| وادي الذئاب                 | 2003-2005   |
| وادي الذئاب الارهاب         | 2007        |
| وادي الذئاب الكمين          | 2007-2014   |
| لحظة موتية                  | 2007-2008   |
| قطاع الطرق لن يحكموا العالم | 2015-2019   |

### الأفلام
| اسم الفلم                              | سنة العرض |
| -------------------------------------- | --------- |
| قلب مجنون: بوميرانج الجحيم             | 2001      |
| وادي الذئاب العراق                     | 2006      |
| مورو اللعنة على حب الانسان الذي بداخلي | 2008      |
| وادي الذئاب غلاديو                     | 2009      |
| وادي الذئاب فلسطين                     | 2011      |

## روابط خارجية
- راجي شاشماز على موقع IMDb (الإنجليزية)
- راجي شاشماز على موقع ألو سيني (الفرنسية)
- راجي شاشماز على موقع قاعدة بيانات الفيلم (الإنجليزية)
- راجي شاشماز على موقع كينوبويسك (الروسية)